# جون غريغسون
جون غريغسون (بالإنجليزية: John Gregson) هو لاعب كرة قدم بريطاني في مركز الوسط، ولد في 17 مايو 1939 في Skelmersdale ‏ في المملكة المتحدة. لعب مع شروزبري تاون وكامبريدج يونايتد ونادي بلاكبول ونادي تشستر سيتي ونادي لينكولن سيتي ونادي مانسفيلد تاون.